# Песочня (Жиздринский район)
Песочня — деревня в Жиздринском районе Калужской области Российской Федерации, в составе сельского поселения «Село Овсорок».

## История
Деревня Песочная упоминается в 1678 году в составе Ботаговской волости Брянского уезда как вотчины духовенства.
С 1777 года в составе Жиздринского уезда Калужской губернии. В 1823 году купцом Ф. Барсуковым в Песочне была построена одноэтажная каменная Успенская церковь. В окрестностях церкви обнаружены курганы, в которых найдены человеческие останки и железные предметы.
В списке населённых мест за 1859 год упоминается как казённое село при речке Песочне у Брянского торгового тракта, в котором насчитывалось 64 двора.
После реформы 1861 года село вошло в состав Яровщинской волости, при церкви была открыта церковно-приходская школа.
В 1920 году в составе Жиздринского уезда село было передано в Брянскую губернию. В 1924 году, при укрупнении волостей, Яровщинская волость вошла в состав новообразованной Жиздринской, которая была упразднена в 1929 году, с введением районного деления, после чего село перешло в Яровщинский сельсовет Жиздринского района Западной области. В 1937 году район был передан Орловской, а в 1944 году — Калужской области.
В середине XX века церковь была закрыта и разрушена, после чего Песочня перешла в статус деревни. В 1943 году в западной части деревни на берегу реки была организована братская могила для 320 погибших бойцов 1287-го, 1289-го и 1291-го полков 110-й стрелковой дивизии. В 1987 году захоронение реконструировано с возведением памятника в виде двух пионеров, возлагающих венок.

## Население
| 1859 | 1880  | 1892  | 1897  | 1913  | 1926  | 2002 | 2010 |
| ---- | ----- | ----- | ----- | ----- | ----- | ---- | ---- |
| 471  | ↘ 459 | ↗ 586 | ↗ 666 | ↗ 753 | ↘ 629 | ↘ 47 | ↘ 32 |

Согласно переписи населения 2002 года, 96% жителей деревни — русские.